# L'Impasse maudite

L'Impasse maudite (titre original : One Way Street) est un film américain réalisé par Hugo Fregonese et sorti en 1950.

## Synopsis
Le docteur Matson, médecin au service de la pègre, mystifie les auteurs d'un hold-up et leur chef, Wheeler. Il fait croire à ce dernier que les médicaments qu'il vient de lui prescrire contiennent un poison mortel. Il s'engage, ensuite, à lui donner l'antidote indispensable à sa survie. Il peut ainsi s'enfuir avec le butin du vol et Laura, la maîtresse de Wheeler, qui accepte de le suivre. Ils s'envolent vers le Mexique, mais l'avion tombe en panne. Ils se retrouvent, alors, en pleine campagne et, avec l'aide d'un prêtre, sont accueillis au sein d'une communauté où le médecin accomplira ses talents plus utilement. 

## Fiche technique
- Titre du film : L'Impasse maudite
- Titre original : One Way Street
- Réalisation : Hugo Fregonese
- Scénario : Lawrence Kimble
- Photographie : Maury Gertsman
- Musique : Frank Skinner
- Montage : Milton Carruth
- Production : Leonard Goldstein pour Universal Pictures
- Format : Noir et blanc - 1,37 : 1
- Durée : 79 minutes
- Pays d'origine :  États-Unis
- Genre : Film noir
- Dates de sortie :
  - États-Unis : 1er avril 1950
  - France : 10 novembre 1950

## Distribution
- James Mason : Dr Frank Matson
- Märta Torén : Laura Thorsen
- Dan Duryea : John Wheeler
- William Conrad : Ollie
- King Donovan : Grieder
- Jack Elam : Arnie
- Tito Renaldo : Hank Torres
- Basil Ruysdael : Père Moreno
- Rodolfo Acosta : Francisco Morales
- Emma Roldán : Catalina

## Commentaire
- Premier film hollywoodien du cinéaste argentin Hugo Fregonese : il s'agit d'un film noir à la structure plutôt inhabituelle. One way Street « contient déjà toutes les harmoniques de son œuvre future, oscillant entre un immense besoin de confiance en l'homme (exemple : Mes six forçats en 1952) et un pessimisme le plus souvent victorieux. »[1]
- La partie mexicaine du film, « véritable oasis dans la vie du héros (James Mason) »[2], - en contraste absolu avec les autres épisodes du film - ne lui évitera pas une conclusion tragique, illustrée par le titre One Way Street. Fregonese « dirige avec la même maîtrise élégante et cruelle les bêtes fauves de la grande cité (Dan Duryea dans un rôle classique pour lui, mais où il est parfait), ou l'instable Mason à qui son fatalisme donnera finalement raison ou bien encore la précieuse Märta Torén au regard inquiet et limpide. »